# جيمس داوسون
جيمس داوسون (بالإنجليزية: James Dawson)‏ (13 أغسطس 1890 بإدنبرة في المملكة المتحدة - 1933) هو مدرب كرة قدم ولاعب كرة قدم بريطاني (وحمل سابقاً جنسية المملكة المتحدة لبريطانيا العظمى وأيرلندا) في مركز الهجوم. لعب مع نادي دمبرتون ونادي سانت ميرين ونادي ليفربول وهارت أوف ميدلوثيان ونادي ألوا أثليتيك وLeith Athletic F.C. ‏ وBo'ness F.C. ‏ ونادي ألبيون روفرز.